# 魏山忠
魏山忠（1963年1月—），湖北京山人，中华人民共和国政治人物、工程师。

## 生平
1979年9月，考入武汉水利电力学院（武汉大学）农田水利工程专业。毕业后在长江水利委员会规划处工作。1998年7月，先后任长江水利委员会总工程师助理兼长江勘测规划设计研究院规划处处长、长江委计划局副局长、局长。2002年3月，担任长江水利委员会规划计划局局长。2004年12月，出任长江水利委员会水文局局长、党委副书记。2006年4月，担任长江水利委员会副主任、党组成员。2016年6月，任长江水利委员会主任、党组书记。2017年7月，任水利部副部长、党组成员。2018年2月，不再担任长江水利委员会主任职务。
2022年7月，转任中央纪委国家监委驻自然资源部纪检监察组组长，自然资源部党组成员。